# Birago Balzano
Birago Balzano   (Trinitapoli, 5 de gener de 1936 - Milà, 25 de març de 2022) va ser un dibuixant italià que va ser el dissenyador i il·lustrador del personatge de terror adult Zora.

## Biografia
Nascut a Trinitapoli, a la regió del sud de la Pulla, Itàlia, quan Balzano era adolescent es va traslladar a Milà, on va assistir a l'Acadèmia de Brera i després a l'Institut d'Art Cimabue; va debutar com a dibuixant l'any 1964, dibuixant els cinc últims àlbums de la sèrie western Capitan Audax publicada per Editorial Corno juntament amb Sergio Montipò, amb qui també produirà Cap Il Fumetto Capellone, sèrie de còmics editada per ErreGI des del 1966 fins al 1967. Des de 1972 col·labora amb Edifumetto realitzant la sèrie per a adults Zora, sobre una dona vampir, escrita per Giuseppe Pederiali i de la qual serà el principal dibuixant de tota la sèrie publicada fins al 1985. Als anys seixanta va fer històries de la sèrie occidental Capitan Miki publicada per e Piccolo Ranger i Un ragazzo nel Far West publicat per Edizioni Audace.